# Evangelische Kirche (Groß-Zimmern)

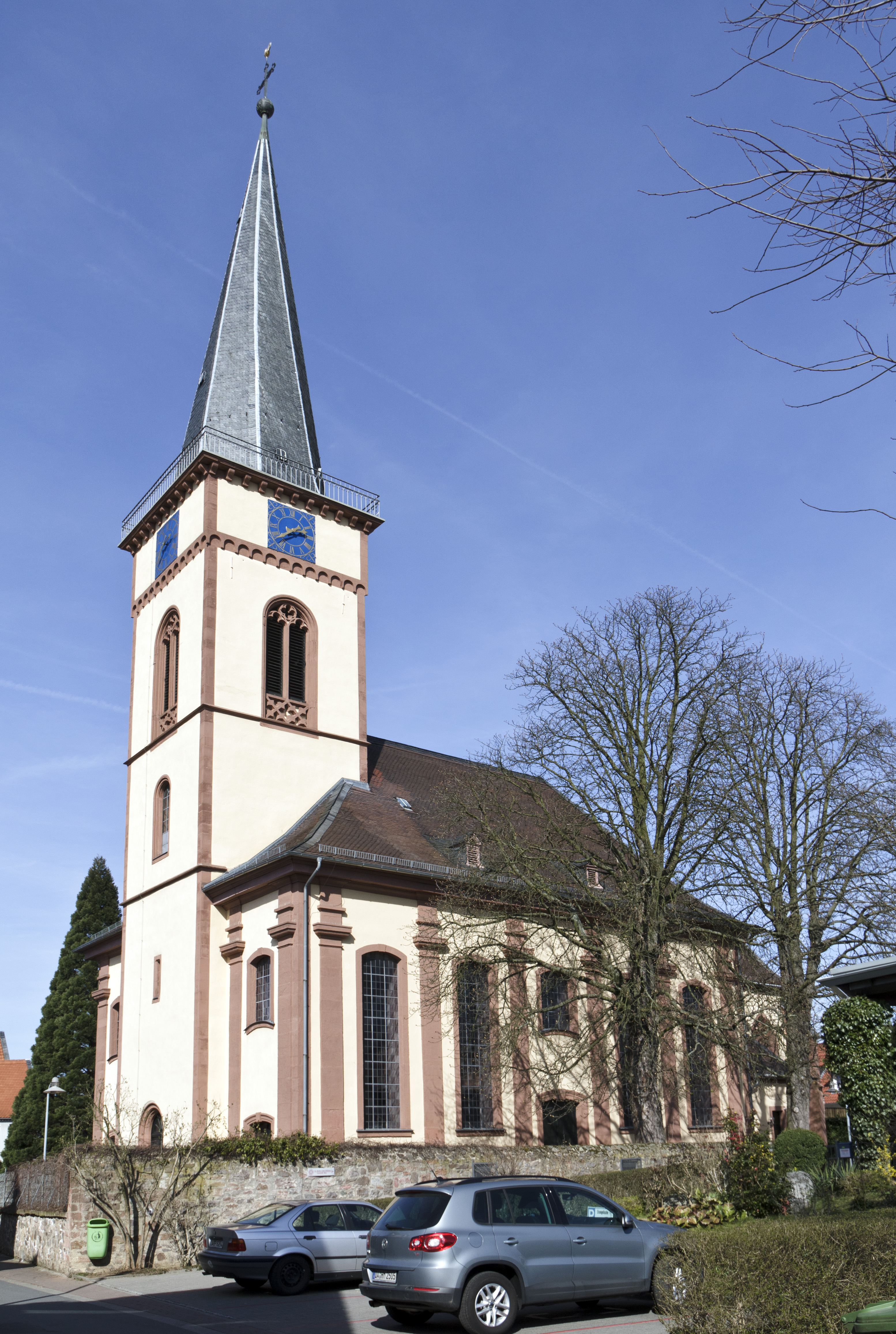
Evangelische Kirche (Groß-Zimmern)

Die Evangelische Kirche Groß-Zimmern ist ein denkmalgeschütztes Kirchengebäude, das in Groß-Zimmern steht, einer Stadt im Landkreis Darmstadt-Dieburg in Hessen. Die Kirchengemeinde gehört zum Dekanat Vorderer Odenwald in der Propstei Starkenburg der Evangelischen Kirche in Hessen und Nassau.

## Beschreibung
Die ältesten Teile des Baukörpers der heutigen barocken Saalkirche sind die unteren Geschosse des Kirchturms, der dreiseitig geschlossene Chor und eine Taufkapelle, die vom Vorgängerbau von 1475 stammen. Das mit einem Walmdach bedeckte Langhaus, dessen Wände mit Pilastern gegliedert sind, wurde 1781 gebaut. Je ein Portal ist mittig in der Seitenwand des Langhauses angeordnet, zwei weitere flankieren den Turm. Der in das Langhaus eingestellte Kirchturm im Westen erhielt 1844 seine oberen Geschosse, die die Turmuhr und den Glockenstuhl beherbergen, und den achtseitigen, schiefergedeckten, spitzen Helm. Der Chor ist mit einem Netzgewölbe überspannt, dessen Gewölberippen sich im Chorschluss auf Diensten und an den Seitenwänden auf Konsolen stützen. Die Taufkapelle ist mit einem Kreuzrippengewölbe überspannt. Die Wände des Chors haben zwei- bzw. dreibahnige Maßwerkfenster. Das westliche der Südwand ist heute als Blende ausgebildet.
In das mit einem Spiegelgewölbe überspannte Langhaus wurden Emporen an drei Seiten eingebaut. Das gotische Sakramentshaus, das mit einem Wimperg bekrönt ist, stammt aus dem Vorgängerbau. Die Glasmalereien im Chor und in der Taufkapelle hat 1904/05 Johann Vincenz Cissarz geschaffen. Im Chor steht eine von der Werner Bosch Orgelbau gebaute Orgel, die ehemalige Hausorgel des Organisten.